# اوکی (فیلم)
اوکی (دانمارکی: Okay) یک فیلم درام دانمارکی است که در سال ۲۰۰۲ منتشر شد.